# Petr Gabriel
Petr Gabriel (* 17. května 1973, Praha) je bývalý český fotbalista, levonohý hráč hrající nejčastěji na levém kraji obrany, občas i na pozici stopera či jako levý záložník.

## Klubová kariéra
Do ligového fotbalu se výrazněji začal prosazovat v dresu Viktoria Žižkov,za kterou odehrál 79 zápasů a vstřelil 3 branky. Jeho talentu si všimli ve Spartě Praha, kam Gabriel přestoupil v roce 1996. Do základu se dlouho nemohl prosadit přes značnou konkurenci a tak byl jen velice kvalitním náhradníkem. Až na sklonku svého sparťanského působeni se chytil šance, kterou už nepustil. Za Spartu odehrál 97 ligových zápasů a vstřelil 6 ligových gólů. V evropských pohárech odehrál v dresu Sparty 25 zápasů a vstřelil dvě branky.
V roce 2000 přestoupil společně se svým tehdejším spoluhráčem ze Sparty Lokvencem do bundesligového Kaiserslauternu. Zde se ale neprosadil a byl i dlouhou dobu zraněný. Za tři sezony v tomto klubu odehrál jen 7 zápasů, pak odešel na půlroční hostování do Teplic, kde se předvedl v deseti utkáních. Poté se vrátil do Německa, tentokrát do druhé bundesligy do Arminie Bielefeld. S tímto klubem vybojoval postup do nejvyšší soutěže a patřil k oporám. Odehrál zde 71 prvoligových utkáni a vstřelil dvě branky. Poté působil v dresu Viktorie Žižkov, kde v roce 2009 po sestupu Viktorky do druhé ligy ukončil kariéru.

## Reprezentace
Za český národní tým do 21 let odehrál v letech 1994–1996 celkem 12 zápasů, v nichž neskóroval.
V A-mužstvu české reprezentace debutoval 8. března 1995 v domácím přátelském utkání proti Finsku (výhra ČR 4:1), nikdy se však nestal stabilním reprezentantem.
Za české A-mužstvo odehrál celkem 10 zápasů a vsítil jednu branku.

### Euro 2000
Zúčastnil se Eura 2000, kam se český tým kvalifikoval deseti výhrami a v žebříčku FIFA se nacházel na druhém místě za Brazílií, přesto nepatřil k favoritům turnaje, octl se totiž v tzv. skupině smrti, kde se utkal s favorizovanými mužstvy Francie a Nizozemí a nevyzpytatelným Dánskem. V prvním zápase 11. června 2000 proti Nizozemí odehrál Petr Gabriel celé utkání, v jehož závěru Frank de Boer proměnil pokutový kop nařízený italským rozhodčím Pierluigim Collinou (ČR prohrála 0:1).
Chyboval ve druhém zápase českého týmu v základní skupině s Francií, když v 7. minutě přihrával míč dozadu brankáři Pavlu Srničkovi. Míč však vystihl francouzský útočník Thierry Henry a vstřelil úvodní gól zápasu. Trenér Jozef Chovanec Gabriela o poločase nahradil Milanem Fukalem, ČR zápas prohrála 1:2  a ztratila šanci na postup do čtvrtfinále. Byla to zároveň hráčova derniéra v národním dresu, poté už za reprezentaci nikdy nenastoupil.

### Reprezentační góly a zápasy
Gól Petra Gabriela v A-mužstvu české reprezentace 
| Gól č. | Datum        | Stadion             | Soupeř | Skóre (min.) | Výsledek | Soutěž           | Gól         |
| ------ | ------------ | ------------------- | ------ | ------------ | -------- | ---------------- | ----------- |
| 01     | 13. 12. 1995 | Kuwait City, Kuvajt | Kuvajt | 00:10 (5.)   | 1:2      | přátelské utkání | padl ze hry |

Zápasy Petra Gabriela v A-mužstvu české reprezentace 
| Rok    | Zápasy | Góly |
| ------ | ------ | ---- |
| 1995   | 2      | 1    |
| 1999   | 1      | 0    |
| 2000   | 7      | 0    |
| Celkem | 10     | 1    |